# Längsstabilität
Die statische Längsstabilität beschreibt die Eigenschaft eines in seiner Längsfluglage gestörten Flugzeugs, dieser Störung ein rückstellendes und damit stabilisierendes Nickmoment entgegenzusetzen. Die dynamische Längsstabilität beschreibt dagegen, inwieweit sich die gestörte Längsfluglage über der Zeit weiterentwickelt bzw. zurückbildet. Ist ein Flugzeug statisch und dynamisch längsstabil, so besitzt es die Eigenschaft, sich bei Vorliegen einer Störung der Längsfluglage selbstständig in eine stabile Ursprungslage zurückzubewegen. Eine solche Störung der Längsfluglage, also eine Änderung des Anstellwinkels α, kann beispielsweise durch Turbulenzen bzw. Böen auftreten. Da bis auf wenige Ausnahmen die meisten Flugzeuge spiegelsymmetrisch zu ihrer x/z-Ebene aufgebaut sind, lässt sich die Längsstabilität getrennt von der Roll- und der Gierstabilität betrachten. Sämtliche Betrachtungen zur Längsstabilität fußen auf rotatorischen Bewegungen um die flugzeugfeste Quer- bzw. Nickachse sowie auf translatorischen Bewegungen in der flugzeugfesten x-z-Ebene. Sowohl die statische als auch die dynamische Längsstabilität sind elementare Kriterien des Flugzeugentwurfs.

## Stabile Auslegung

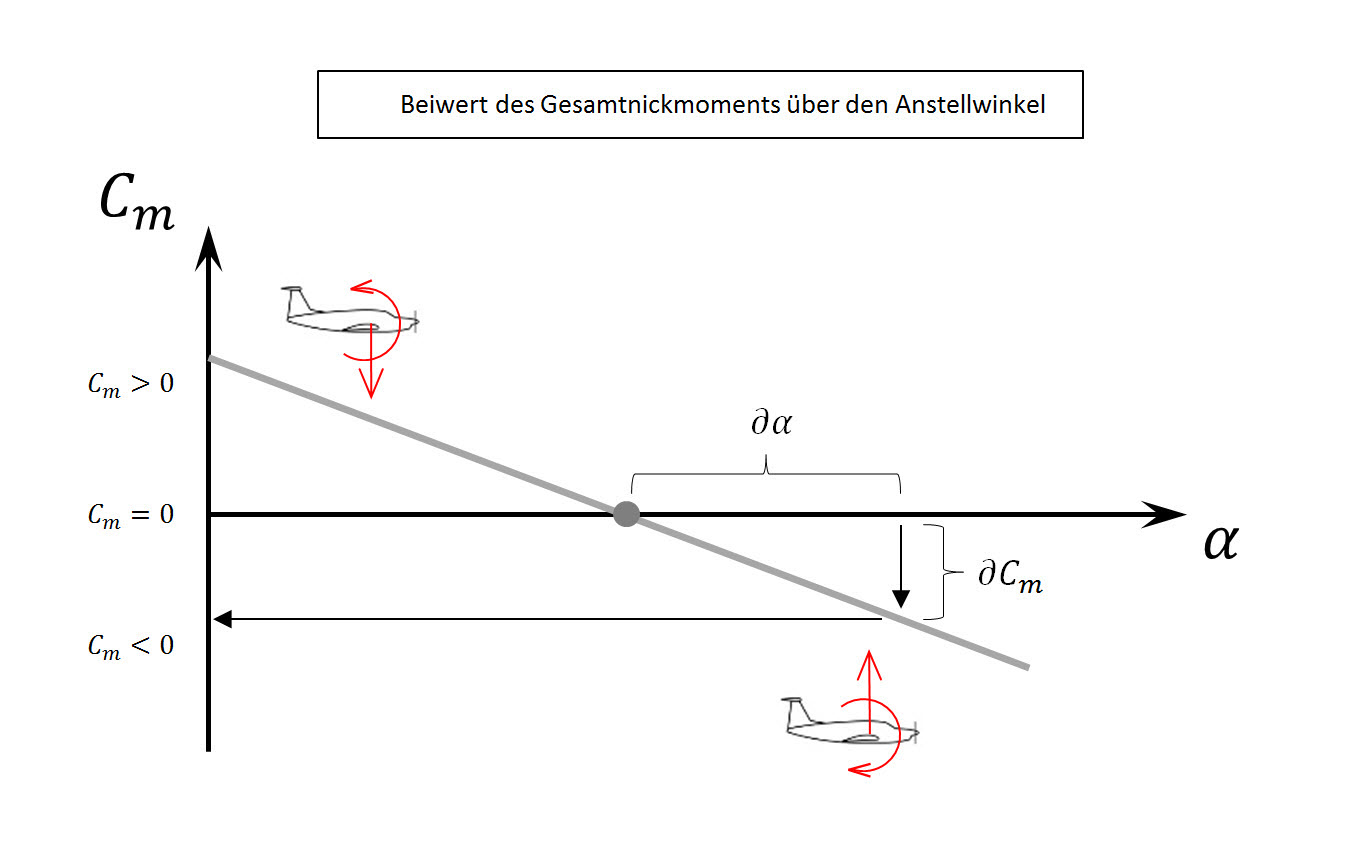
über bei statischer Längsstabilität

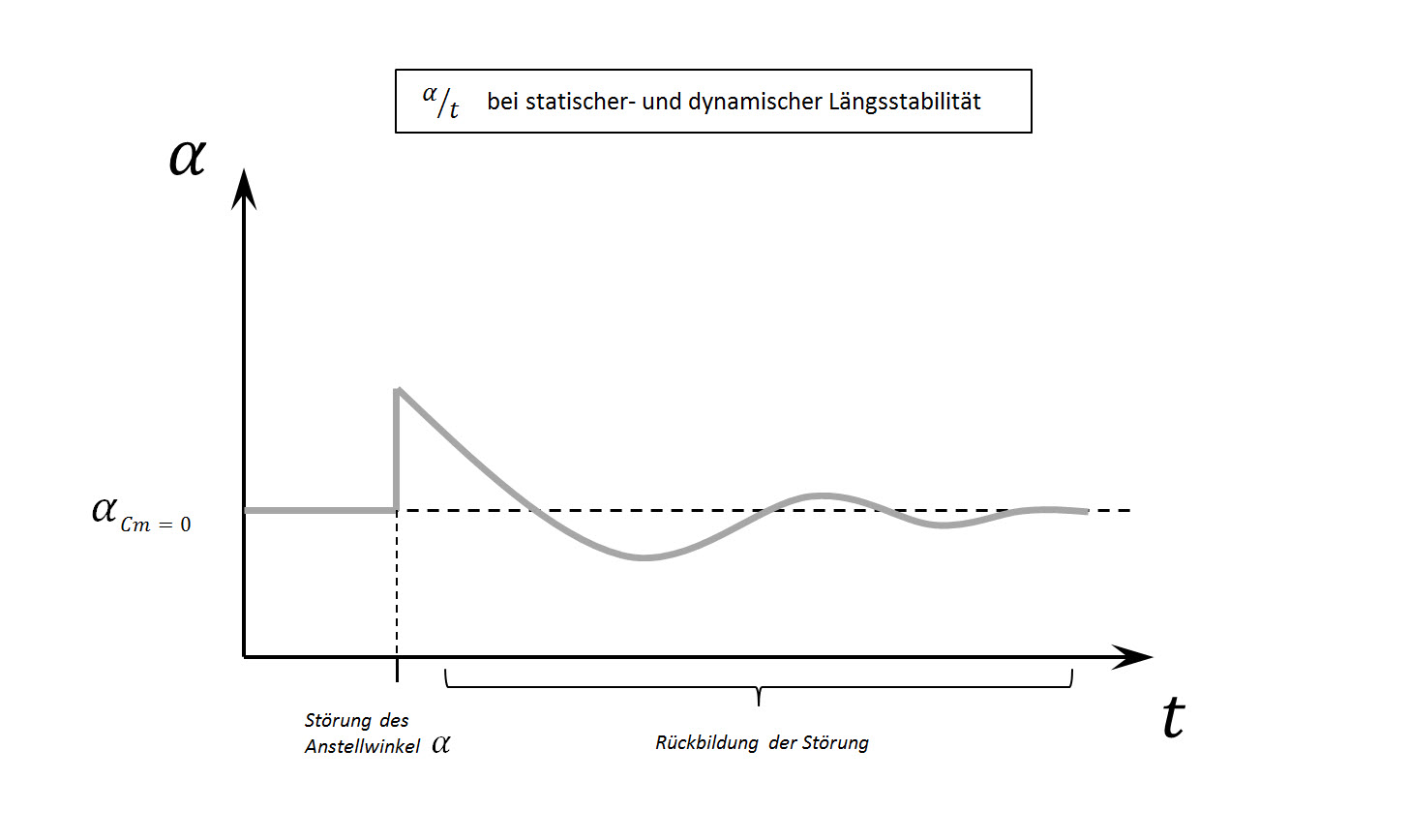
Alpha über der Zeit, bei statischer und dynamischer Längsstabilität

Das Kriterium für die statische Längsstabilität eines Flugzeugs lautet
{\displaystyle {\frac {{\Delta }C_{m}}{{\Delta }{\alpha }}}<0}
Diesem Term ist zu entnehmen, dass bei einer beliebigen Änderung des Anstellwinkels, sich immer ein resultierendes Nickmoment (dargestellt als Beiwert) mit entgegengesetztem Vorzeichen ergibt.
Die aerodynamische Stabilität von antriebslosen Flugzeugen wird durch die Lage des aerodynamischen Druckpunktes zum Schwerpunkt bestimmt. Um ohne Drehmoment zu fliegen, muss der Schwerpunkt immer beim Druckpunkt liegen. Wird die Anströmrichtung gestört, entsteht durch eine Druckpunktwanderung ein Drehmoment, das der Anstellwinkeländerung entgegenwirkt. Das Flugzeug wird um die Querachse in die ursprüngliche Anströmrichtung zurückgedreht.
Bei motorgetriebenen Flugzeugen spielt daneben die Lage und die Kraft des Antriebs eine wesentliche Rolle für die Stabilität und die Steuerbarkeit. Da jedoch die meisten Flugzeuge auch antriebslos flugfähig und steuerbar sein sollen, werden sie nach dem obigen Prinzip aerodynamisch stabil ausgelegt.

## Instabile Auslegung
Die Aerodynamik moderner Kampfflugzeuge wird so ausgelegt, dass bei Unterschallgeschwindigkeit der Schwerpunkt am Druckpunkt liegt, die Druckpunktwanderung jedoch so wirkt, dass sich die Störung vergrößert, was zu einem instabilen aerodynamischen Verhalten führt. Diese Kippmomente müssen permanent durch Rudereingriffe ausgeglichen werden, was manuell äußerst fordernd wäre. Die Ruder werden durch einen Fluglagecomputer gesteuert, der die Fluglage mittels der Daten von Strömungs- und Fluglagesensoren ständig aktiv korrigiert. Bei engen Kurven müssen die Ruder wegen der Aufstellneigung das Flugzeug nicht gegen das Rückstellmoment des Druckpunktes drücken. Stattdessen wird die Ausbrechneigung des Flugzeuges genutzt, um besonders schnell zu manövrieren, was zu einer überlegenen Wendigkeit gegenüber stabilen Flugzeugen führt.
Die Ansteuerung der Ruder als Reaktion auf unerwünschte Bewegungen des Flugzeugs erfolgt schneller als es einem menschlichen Piloten auf Grund seiner biologisch bedingten Reaktionszeit möglich ist. Das Flugzeug ist daher auf die korrekte Funktion des Fluglagecomputers angewiesen. Bei seinem Ausfall wird daher automatisch der Schleudersitz ausgelöst.